# Cacodacnus hebridanus
Cacodacnus hebridanus är en skalbaggsart som beskrevs av Thomson 1860. Cacodacnus hebridanus ingår i släktet Cacodacnus och familjen långhorningar.
Artens utbredningsområde är Vanuatu. Inga underarter finns listade.